# Campeonato Europeo de Saltos de 2025
El VII Campeonato Europeo de Saltos se celebró en Antalya (Turquía) entre el 22 y el 28 de mayo de 2025 bajo la organización de la Liga Europea de Natación (LEN) y la Federación Turca de Natación.
Las competiciones de realizaron en la Arena Deportiva Gloria de la ciudad turca.

## Resultados

### Masculino
| Evento                          | Oro                                                | Plata                                                | Bronce                                               |
| ------------------------------- | -------------------------------------------------- | ---------------------------------------------------- | ---------------------------------------------------- |
| Trampolín 1 m (26.05)           | Moritz Wesemann · Alemania · 400,60 pts.           | Lorenzo Marsaglia · Italia · 391,75 pts.             | Danylo Konovalov · Ucrania · 390,55 pts.             |
| Trampolín 3 m (28.05)           | Andrzej Rzeszutek · Polonia · 431,25               | Noah Penman Reino Unido 429,70                       | Moritz Wesemann · Alemania · 426,85                  |
| Plataforma 10 m (25.05)         | Olexi Sereda · Ucrania · 468,65                    | Ole Rösler · Alemania · 439,45                       | Anton Knoll · Austria · 423,35                       |
| Trampolín 3 m sincro. (24.05)   | Timo Barthel · Moritz Wesemann · Alemania · 389,58 | Lorenzo Marsaglia · Giovanni Tocci · Italia · 386,70 | Leon Baker Hugo Thomas Reino Unido 383,25            |
| Plataforma 10 m sincro. (27.05) | Mark Hrytsenko · Olexi Sereda · Ucrania · 413,76   | Espen Prenzyna · Ole Rösler · Alemania · 402,24      | Simone Conte · Riccardo Giovannini · Italia · 378,45 |

### Femenino
| Evento                          | Oro                                                                  | Plata                                             | Bronce                                                 |
| ------------------------------- | -------------------------------------------------------------------- | ------------------------------------------------- | ------------------------------------------------------ |
| Trampolín 1 m (23.05)           | Chiara Pellacani · Italia · 283,75 pts.                              | Elna Widerström · Suecia · 267,10 pts.            | Michelle Heimberg · Suiza · 265,90 pts.                |
| Trampolín 3 m (27.05)           | Michelle Heimberg · Suiza · 335,10                                   | Alexandra Bibikina Armenia 322,95                 | Lena Hentschel · Alemania · 312,70                     |
| Plataforma 10 m (24.05)         | Sarah Jodoin Di Maria · Italia · 324,85                              | Pauline Pfeif · Alemania · 319,45                 | Else Praasterink · Países Bajos · 312,10               |
| Trampolín 3 m sincro. (25.05)   | Xeniya Bochek · Diana Karnafel · Ucrania · 276,84                    | Lena Hentschel · Jette Müller · Alemania · 265,95 | Desharne Bent-Ashmeil Amy Rollinson Reino Unido 264,90 |
| Plataforma 10 m sincro. (28.05) | Valeria Antolino Pacheco · Ana Carvajal San Miguel · España · 305,82 | Xeniya Bailo · Sofiya Lyskun · Ucrania · 286,44   | Carolina Coordes · Pauline Pfeif · Alemania · 278,70   |

### Mixto
| Evento                          | Oro                                                                           | Plata                                                                             | Bronce                                                                                            |
| ------------------------------- | ----------------------------------------------------------------------------- | --------------------------------------------------------------------------------- | ------------------------------------------------------------------------------------------------- |
| Trampolín 3 m sincro. (23.05)   | Luis Ávila Sánchez · Lena Hentschel · Alemania · 289,74 pts.                  | Matteo Santoro · Chiara Pellacani · Italia · 289,71 pts.                          | Benjamin Cutmore Desharne Bent-Ashmeil Reino Unido 271,80 pts.                                    |
| Plataforma 10 m sincro. (26.05) | Kiril Boliuj · Xeniya Bailo · Ucrania · 308,34                                | Riccardo Giovannini · Sarah Jodoin Di Maria · Italia · 298,74                     | Luis Ávila Sánchez · Pauline Pfeif · Alemania · 297,00                                            |
| Equipo (22.05)                  | Xeniya Bailo · Sofiya Lyskun · Kiril Boliuj · Olexi Sereda · Ucrania · 407,20 | Lena Hentschel · Pauline Pfeif · Ole Rösler · Moritz Wesemann · Alemania · 400,60 | Sarah Jodoin Di Maria · Chiara Pellacani · Riccardo Giovannini · Matteo Santoro · Italia · 360,40 |

## Medallero
| Núm. | País         | Oro | Plata | Bronce | Total |
| ---- | ------------ | --- | ----- | ------ | ----- |
| 1    | Ucrania      | 5   | 1     | 1      | 7     |
| 2    | Alemania     | 3   | 5     | 4      | 12    |
| 3    | Italia       | 2   | 4     | 2      | 8     |
| 4    | Suiza        | 1   | 0     | 1      | 2     |
| 5    | España       | 1   | 0     | 0      | 1     |
| 5    | Polonia      | 1   | 0     | 0      | 1     |
| 7    | Reino Unido  | 0   | 1     | 3      | 4     |
| 8    | Armenia      | 0   | 1     | 0      | 1     |
| 8    | Suecia       | 0   | 1     | 0      | 1     |
| 10   | Austria      | 0   | 0     | 1      | 1     |
| 10   | Países Bajos | 0   | 0     | 1      | 1     |
|      | TOTAL        | 13  | 13    | 13     | 39    |